# Aguada de Baixo
Aguada de Baixo era una freguesia portuguesa del municipio de Águeda, distrito de Aveiro.
La más meridional de todas las freguesias del municipio, Aguada de Baixo tenía como vecinos las freguesias de Barrô al norte y Aguada de Cima al este y los municipios de Anadia al sur y de Oliveira do Bairro al oeste.
Era la 17.ª freguesia del municipio en área, la 12.ª en población y la que tenía la mayor densidad demográfica.

## Historia
Fue suprimida el 28 de enero  de 2013, en aplicación de una resolución de la Asamblea de la República portuguesa promulgada el 16 de enero de 2013 al unirse con la freguesia de Barrô, formando la nueva freguesia de Barrô e Aguada de Baixo.

## Lugares de interés
- Alto da Póvoa
- Póvoa da Raposa
- Póvoa da Bruxa
- Póvoa do Nascido
- Póvoa do Salgueiro
- Passadouro
- Aguadela
- Vale do Grou
- Landiosa
- Vidoeiro
- Bicarenho